# Telephone
"Telephone" je pjesma američke pjevačice Lady Gage. Objavljena je 26. siječnja 2010. godine kao drugi singl s njenog albuma The Fame Monster. Pjesmu su napisali Stefani Germanotta, Rodney Jerkins, LaShawn Daniels, Lazonate Franklin, Beyoncé Knowles, a producent je Darkchild. U pjesmi gostuje američka R&B pjevačica Beyoncé.

## O pjesmi
Lady Gaga je napisala pjesmu s Rodneyjem Jerkinsom za Britney Spears. Spearsina diskografska kuća odbila je pjesmu, pa ju je Gaga snimila s Beyoncé za svoj drugi studijski album The Fame Monster. Gaga je izjavila, "Pjesmu sam napisala za nju prije podosta vremena a ona je jednostavno nije koristila za svoj album. No sada je dobro jer obožavam pjesmu." Gostujući glazbenik glazbenik na pjesmi trebala je biti Spears, no Gaga je odlučila kako će to biti Beyoncé.

## Uspjeh pjesme
U studenom 2009. godine pjesma "Telephone" se zbog velikig digitalnih downloada plasirala na ljeastvicama u Irskoj, Australiji i Ujedinjenom Kraljevstvu na 26, 29. i 30. poziciji. 21. prosinca 2009. godine pjesma je debitirala na američkoj ljestvici singlova, Billboard Hot 100, na 30. poziciji. Nakon nekoliko tjedana provedenih na ljestvici pjesma se plasirala na trećoj poziciji i time postala njen šesti "top 10" hit. Pjesma se također plasirala na prvoj poziciji ljestvice Hot Dance Club Songs. U SAD-u je prema Nielsen Soundscanu pjesma prodana u 2.342.000 primjeraka
U Australiji se pjesma plasirala na 3. poziciji. "Telephone" je dobila platinastu certifikaciju od ARIA-e s prodanih 70.000 primjeraka. U Novom Zelandu se pjesma plasirala također na 3. poziciji, kao i u Kanadi.
Na britanskoj ljestvici singlova, UK Singles Chart pjesma je zasjala na četvrtoj poziciji i time postala njen četvrti boj jedan singl u toj zemlji.

## Popis pjesama
| CD singl 1. "Telephone (feat. Beyoncé)" – 3:40 2. "Telephone" (Alphabeat Remix Edit) – 4:51 Britanski iTunes singl 1. "Telephone (feat. Beyoncé)" – 3:40 2. "Telephone" (spot) – 9:27 Digitalni download - - "Telephone" (Alphabeat Extended Remix) – 6:41 - "Telephone" (Crookers Vocal Remix) – 4:49 - "Telephone" (DJ Dan Extended Vocal Remix) – 5:59 (UK only) - "Telephone" (Electrolightz Remix) – 4:26 - "Telephone" (Kaskade Extended Remix) – 5:24 - "Telephone" (Ming Extended Remix) – 4:31 - "Telephone" (Passion Pit Remix) – 5:12 - "Telephone" (Tom Neville's Ear Ringer Radio Remix) – 4:17 Vinilni singl 1. "Telephone (feat. Beyoncé)" – 3:40 2. "Telephone (feat. Beyoncé)" (Passion Pit Remix) – 5:13 | Remix EP 1. "Telephone" (Alphabeat Extended Remix) – 6:41 2. "Telephone" (Crookers Vocal Remix) – 4:50 3. "Telephone" (DJ Dan Extended Vocal Remix) – 5:59 4. "Telephone" (DJ Dan Vocal Remix) – 3:28 - samo na digitalnom izdanju 5. "Telephone" (Dr. Rosen Main Remix) – 6:25 6. "Telephone" (Electrolightz Remix) – 4:26 7. "Telephone" (Kaskade Extended Remix) – 5:24 8. "Telephone" (Ming Extended Remix) – 4:31 9. "Telephone" (Passion Pit Remix) – 5:13 10. "Telephone" (Tom Neville's Ear Ringer Remix) – 7:14 - "The DJ Remixes" digitalni EP 1. "Telephone" (Alphabeat Remix Edit) – 4:49 2. "Telephone" (Crookers Dub Remix) – 5:08 3. "Telephone" (DJ Dan Dub Remix) – 6:22 4. "Telephone" (Kaskade Dub Remix) – 4:40 5. "Telephone" (Kaskade Radio Remix) – 3:43 6. "Telephone" (Ming Dub Remix) – 4:03 7. "Telephone" (Ming Radio Remix) – 3:12 8. "Telephone" (Tom Neville's Ear Ringer Radio Remix) – 4:18 9. "Bad Romance" (DJ Paulo's Gaga Oh La-La Remix) – 9:41 |

## Povijest objavljivanja
| Država                 | Datum              | Format                                      |
| ---------------------- | ------------------ | ------------------------------------------- |
| SAD                    | 26. siječnja 2010. | Top 40, Rhythmic, Urban, Hot AC             |
| Francuska              | 15. veljače 2010.  | digitalni download                          |
| SAD                    | 2. ožujka 2010.    | The Remixes EP – digitalni download         |
| Ujedinjeno Kraljevstvo | 2. ožujka 2010.    | The Remixes EP – digitalni download         |
| Kanada                 | 2. ožujka 2010.    | The Remixes EP – digitalni download         |
| Francuska              | 2. ožujka 2010.    | The Remixes EP – digitalni download         |
| Danska                 | 2. ožujka 2010.    | The Remixes EP – digitalni download         |
| Švedska                | 2. ožujka 2010.    | The Remixes EP – digitalni download         |
| Švicarska              | 2. ožujka 2010.    | The Remixes EP – digitalni download         |
| Belgija                | 2. ožujka 2010.    | The Remixes EP – digitalni download         |
| Irska                  | 2. ožujka 2010.    | The Remixes EP – digitalni download         |
| Nizozemska             | 2. ožujka 2010.    | The Remixes EP – digitalni download         |
| Ujedinjeno Kraljevstvo | 15. ožujka 2010.   | CD singl, vinilni singl, digitalni download |
| SAD                    | 30. ožujka 2010.   | The Remixes EP – CD singl                   |
| Njemačka               | 2. travnja 2010.   | CD singl                                    |
| Francuska              | 5. travnja 2010.   | digitalni download                          |
| Francuska              | 6. travnja 2010.   | CD singl                                    |